# Pinillos
Pinillos là một khu tự quản thuộc tỉnh Bolívar, Colombia. Thủ phủ của khu tự quản Pinillos đóng tại Pinillos Khu tự quản Pinillos có diện tích 723 ki lô mét vuông. Đến thời điểm ngày 28 tháng 5 năm 2005, khu tự quản Pinillos có dân số 32775 người.